# 袖ケ浦市消防本部
袖ケ浦市消防本部（そでがうらししょうぼうほんぶ）は、千葉県袖ケ浦市の消防部局（消防本部）。管轄区域は袖ケ浦市全域。

## 概要
- 消防本部：袖ケ浦市福王台4-10-7
- 管内面積：94.92km2
- 職員定数：135人
- 消防署3カ所
- 主力機械（2019年4月1日現在）
  - 普通消防ポンプ自動車：2
  - 水槽付消防ポンプ自動車：3
  - 大型高所放水車：1
  - 泡原液搬送車：1
  - 化学消防自動車：2
  - 高規格救急自動車：4
  - 指揮車：3
  - 指揮統制車：1
  - 救助工作車：1
  - 広報車：1
  - 査察車：1
  - 多目的連絡車：1
  - 事務連絡車：1

【主力機械に関する参考文献：令和2年版消防年報（袖ケ浦市消防本部）】

## 沿革
- 1973年4月1日 - 袖ヶ浦町消防本部及び袖ヶ浦町消防署を開設する。
- 1976年4月1日 - 平川出張所を開設する。
- 1978年4月1日 - 長浦分遣所を開設する。平川出張所を平川分遣所に改称する。
- 1978年10月11日 - 消防音楽隊が発足する。
- 1979年5月1日 - 平川分遣所の新庁舎が完成し業務開始する。
- 1991年4月1日 - 市制を施行し袖ケ浦市となる。袖ケ浦市消防本部及び袖ケ浦市消防署に改称する。分遣所を分署に改称する。
- 1996年12月11日 - 初の高規格救急車を消防署本署に配備する。
- 1999年1月19日 - 平川分署に高規格救急車を配備する。
- 2002年3月6日 - 長浦分署に高規格救急車を配備する。
- 2002年3月29日 - 平川分署が新築のうえ移転する。
- 2014年3月12日 - 中央消防署の給水車更新（小型動力ポンプ付水槽車（積載水10トン））

【参考文献：平成25年版消防年報（袖ケ浦市消防本部）】

## 組織
- 本部 - 総務課、指令室、予防課
- 消防署

## 消防署
| 消防署     | 住所         |
| ---------- | ------------ |
| 中央消防署 | 福王台4-10-7 |
| 長浦消防署 | 長浦580-146  |
| 平川消防署 | 横田213      |